# Hinzberg (Antarktika)
Der Hinzberg ist ein 400 m hoher Berg an der Scott-Küste des ostantarktischen Viktorialands. In den Northern Foothills am Ufer der Terra Nova Bay ragt er nordöstlich des Mount Browning auf.
Wissenschaftler der GANOVEX V (1988–1989) benannten ihn. Namensgeber ist der deutsche Geophysiker, Meeresforscher und Geologe Karl Hinz (1934–2016).